# Викингите: Валхала
„Викингите: Валхала“ (на английски: Vikings: Valhalla) е американски исторически сериал, драма, създаден от Джеб Стюърт. Продължение е на Викингите и действието се развива век по-късно. Премиерата му е на 25 февруари 2022 г. в платформата „Нетфликс“.
Разказва историята на едни от най-известните скандинавци. Заснет е в графство Уиклоу в Ирландия. 

## Сюжет
Действието се развива 100 години след Викингите, когато напрежението между викингите и английските монарси достига връхна точка и когато самите викинги се сблъскват по между си, заради противоречивите си християнски и езически вярвания. Лейф Ериксон, Фрейдис Ейриксдотир и Харалд Хардрада започват епично пътешествие, което ще ги отведе през океани и бойни полета, от Категат до Англия и отвъд, докато се борят за оцеляване и слава. Поредицата показва края на епохата на викингите, белязана от битката при Стамфорд Бридж през 1066 г.

## Актьорски състав
- Сам Корлет – Лейф Ериксон
- Фрида Густавсон – Фрейдис Ейриксдотир
- Лио Сътър – Харалд Хардрада
- Брадли Фрийгард – крал Кнут Велики
- Йоханес Хьойкюр Йоханесон – крал Олаф II
- Каролин Хендерсън – ярл Хакон Ериксон